# Asociația Internațională de Dezvoltare
Asociația Internațională de Dezvoltare (IDA) (engleză The International Development Association), creată la 24 septembrie 1960 este organismul parte a Băncii Mondiale care ajută cele mai sărace țări ale lumii.
Contribuțiile la IDA permit Băncii Mondiale să furnizeze în perioada 2006 – 2008 peste 33 miliarde USD sub formă de credite fără dobândă celor mai sărace 81 de țări din lume, unde trăiesc aproximativ 2,5 miliarde de oameni. Această asistență acordată în cadrul programelor ONU „Mileniul Dezvoltării” și în domenii precum învățământul, îngrijirea medicală, combaterea HIV/SIDA, aprovizionarea cu apă este vitală pentru aceste țări cu o capacitate minimă sau inexistentă de a împrumuta în condițiile pieței.